# 亚历山德罗·坎巴尔霍塔
亚历山德罗·安德拉德·德·奥利维拉（Alessandro Andrade de Oliveira，1973年5月27日—），原名亚历山德罗·坎巴尔霍塔，是一名前巴西足球运动员。 他曾入選巴西國家足球隊，不過出場次數只有一次。